# Liste der Kulturdenkmäler in Oberhausen an der Nahe
In der Liste der Kulturdenkmäler in Oberhausen an der Nahe sind alle Kulturdenkmäler der rheinland-pfälzischen Ortsgemeinde Oberhausen an der Nahe aufgeführt. Grundlage ist die Denkmalliste des Landes Rheinland-Pfalz (Stand: 2. August 2023).

## Einzeldenkmäler
| Bezeichnung         | Lage                                 | Baujahr                            | Beschreibung                                                                                              | Bild                                    |
| ------------------- | ------------------------------------ | ---------------------------------- | --- | --------------------------------------- |
| Friedhofskreuz      | Bahnhofstraße, auf dem Friedhof Lage | zweite Hälfte des 19. Jahrhunderts | Friedhofskreuz, Gusseisen, wohl aus der zweiten Hälfte des 19. Jahrhunderts                               | Fotos hochladen                         |
| Mühle Bollenbach    | Hallgartener Straße 3 Lage           | 1866                               | Dreiseithof; Sandsteinquaderbau, bezeichnet 1866                                                          | BW                                      |
| Mühle Stein         | Hallgartener Straße 5 Lage           | zweite Hälfte des 18. Jahrhunderts | langgestreckter Spätbarockbau, teilweise Fachwerk, Scheune, zweite Hälfte des 18. Jahrhunderts            | Fotos hochladen                         |
| Evangelische Kirche | Kirchgasse 4 Lage                    | 1865–68                            | neugotischer Sandsteinquaderbau, 1865–68; Kirchhofmauer                                                   | weitere Bilder Fotos hochladen          |
| Kriegerdenkmal      | Kirchgasse, bei Nr. 4 Lage           |                                    | Kriegerdenkmal 1914/18                                                                                    | BW                                      |
| Scheune             | Naheweinstraße                       |                                    | Scheune mit Backofen                                                                                      | Direkt Bild zu diesem Denkmal hochladen |
| Wohnhaus            | Untere Kirchgasse 1 Lage             | 1669                               | barockes Fachwerkhaus, teilweise massiv, bezeichnet 1669                                                  | BW                                      |
| Luitpold-Brücke     | nördlich des Ortes Lage              | 1889                               | sechsbogige Brücke über die Nahe, Sandsteinquader, 1889, Bezirksbauschaffner N. Emrich, Kirchheimbolanden | weitere Bilder Fotos hochladen          |